# La luciérnaga (película)
La luciérnaga es una película dramática colomboestadounidense de 2015. Escrita y dirigida por Ana María Hermida, la cinta fue protagonizada por Carolina Guerra y Olga Segura. Es reconocida como "la primera película colombiana de temática lésbica". Tuvo su estreno en Europa en el Festival de Cine Gay y Lésbico de Barcelona en 2016.

## Sinopsis
Lucía está casada desde hace cuatro años con Adrián, un banquero de profesión que se muestra emocionalmente distante. Lucía se entera de la muerte por accidente de tráfico de su hermano Andrés el día de su boda. Debido a la relación distanciada entre los hermanos, Lucía es el último miembro de la familia en enterarse de su muerte. Durante el duelo, Lucía visita su apartamento, donde se encuentra con su prometida, Mariana. Ambas desarrollan un vínculo en el que prometen cuidarse mutuamente mientras mantienen sus recuerdos de Andrés; a medida que las mujeres pasan tiempo juntas, desarrollan sentimientos más profundos entre sí que eventualmente se vuelven románticos. Las circunstancias de Lucía la obligan a decidir entre continuar con su matrimonio o estar con Mariana.

## Reparto
- Carolina Guerra es Lucía
- Olga Segura es Mariana
- Manuel José Chaves es Andrés
- Andrés Aranburo es Adrián
- Maria Helena Doering es Mercedes
- Luis Fernando Orozco es Abelardo
- Álvaro Rodríguez es el sepulturero
- Pedro Falla es el Pastuso
- María José Romero es Lucía (niña)
- Nicolas Peña es Adrián (niño)

## Producción
La película se inspiró en la vida de la propia directora, pero no es autobiográfica. El hermano menor de Hermida falleció en un accidente de tránsito en 2007, hecho que afectó profundamente a la directora. Después, la novia de su hermano pidió quedarse con Hermida en Nueva York durante aproximadamente un mes. Hermida comentó al respecto: "Saber que ella venía me dio fuerzas. Pude salir de la cama, ir de compras, limpiar y hacer todas las cosas que parecen imposibles cuando estás profundamente deprimido". Estos hechos la inspiraron para escribir la historia de la película.
El proyecto fue filmado en 2013. Gran parte del rodaje se realizó en Colombia, país natal de Hermida, de la productora Luisa Casas y de la actriz Carolina Guerra. Hermida intencionalmente quiso hacer una película que reflejara a Colombia de una manera positiva y apolítica, con el fin de contrarrestar las representaciones negativas de los medios de comunicación y las circunstancias sociales del país.

## Lanzamiento
La luciérnaga fue exhibida en el Festival de Cine de Atlanta, en el Festival Internacional de Cine de Madrid, en el Festival de Cine de Sarasota, y en el Festival Colombiano de Nueva York, entre otros. Se exhibió en teatros en Colombia en noviembre de 2016.

## Premios y nominaciones
| Año  | Premio                                   | Categoría                                         | Nominado                  | Resultado |
| ---- | ---------------------------------------- | ------------------------------------------------- | ------------------------- | --------- |
| 2015 | Festival Internacional de Cine de Madrid | Mejor película extranjera                         | Mejor película extranjera | Nominada  |
| 2015 | Festival Internacional de Cine de Madrid | Mejor actriz en una película de idioma extranjero | Carolina Guerra           | Nominada  |
| 2015 | Festival Internacional de Cine de Madrid | Mejor actriz de reparto                           | Olga Segura               | Nominada  |
| 2017 | Premios Macondo                          | Mejor actor de reparto                            | Manuel José Chávez        | Nominado  |